# Đông Quang, Thương Châu
Đông Quang (chữ Hán giản thể: 东光县, âm Hán Việt: Đông Quang huyện) là một huyện thuộc địa cấp thị Thương Châu, tỉnh Hà Bắc, Cộng hòa Nhân dân Trung Hoa. Huyện Đông Quang có diện tích 710 ki-lô-mét vuông, dân số 350.000 người. Mã số bưu chính của Đông Quang là 061600. Chính quyền huyện đóng ở trấn Đông Quang. Về mặt hành chính, huyện này được chia thành 6 trấn và 3 hương.
- Trấn: Đông Quang, Liên Trấn, Trảo Vương, Tần Thôn, Đăng Minh Tự, Nam Hà Khẩu.
- Hương: Long Vương Lý, Đại Đơn, Vu Kiều.